# Шугавица
Шугла е река в Северозападна България, област Монтана – общини Вършец, Берковица и Монтана, десен приток на река Огоста. Дължината ѝ е 46 km.
Река Шугла води началото си от ниски ридове, на около 1 km северозападно от село Спанчевци, община Вършец, на 500 m н.в. До село Черкаски тече в североизточна посока, а след това продължава на север, като пресича няколко предпланински ридове чрез къси проломи. Реката е характерна със своята асиметрична долина – стръмни десни брегове и полегати леви. Преди село Трифоново получава отляво водите на най-големия си приток р. Реката, заобикаля от запад изолираната височина Пъстрина и на 1,3 km северно от село Долно Белотинци се влива отдясно в река Огоста на 116 m н.в.
Площта на водосборния басейн на реката е 213 km2, което представлява 6,7% от водосборния басейн на река Огоста.
Списък на притоците на река Огоста: → ляв приток ← десен приток:
- → Дълбоки дол
- → Шлаварковец
- ← Курудере
- ← Пенчушки дол
- → Дълбоки дол
- → Чертино

- → Реката

По течението ѝ са разположени осем села:
- Община Вършец – Драганица и Черкаски;
- Община Берковица – Пърличево;
- Община Монтана – Сумер, Трифоново, Крапчене, Николово и Долно Белотинци.[1]

Водите на Шугавица се използват главно за напояване.
Името на реката произхожда от преданието, че водите и тинята ѝ лекуват болни от „шуга" или „шугла" (краста).

## Топографска карта
- Лист от карта K-34-23. Мащаб: 1 : 100 000.
- Лист от карта K-34-35. Мащаб: 1 : 100 000.